# Echinopsis oxygona
Echinopsis oxygona es una especie de plantas de la familia de las cactáceas. Es endémica del Chaco, Corrientes, Entre Ríos, Formosa, Jujuy, Salta, Santa Fe y Santiago del Estero en Argentina; Paraguay; Chuquisaca, Santa Cruz y Tarija en Bolivia y  Uruguay. Es una especie abundante en su hábitat natural.

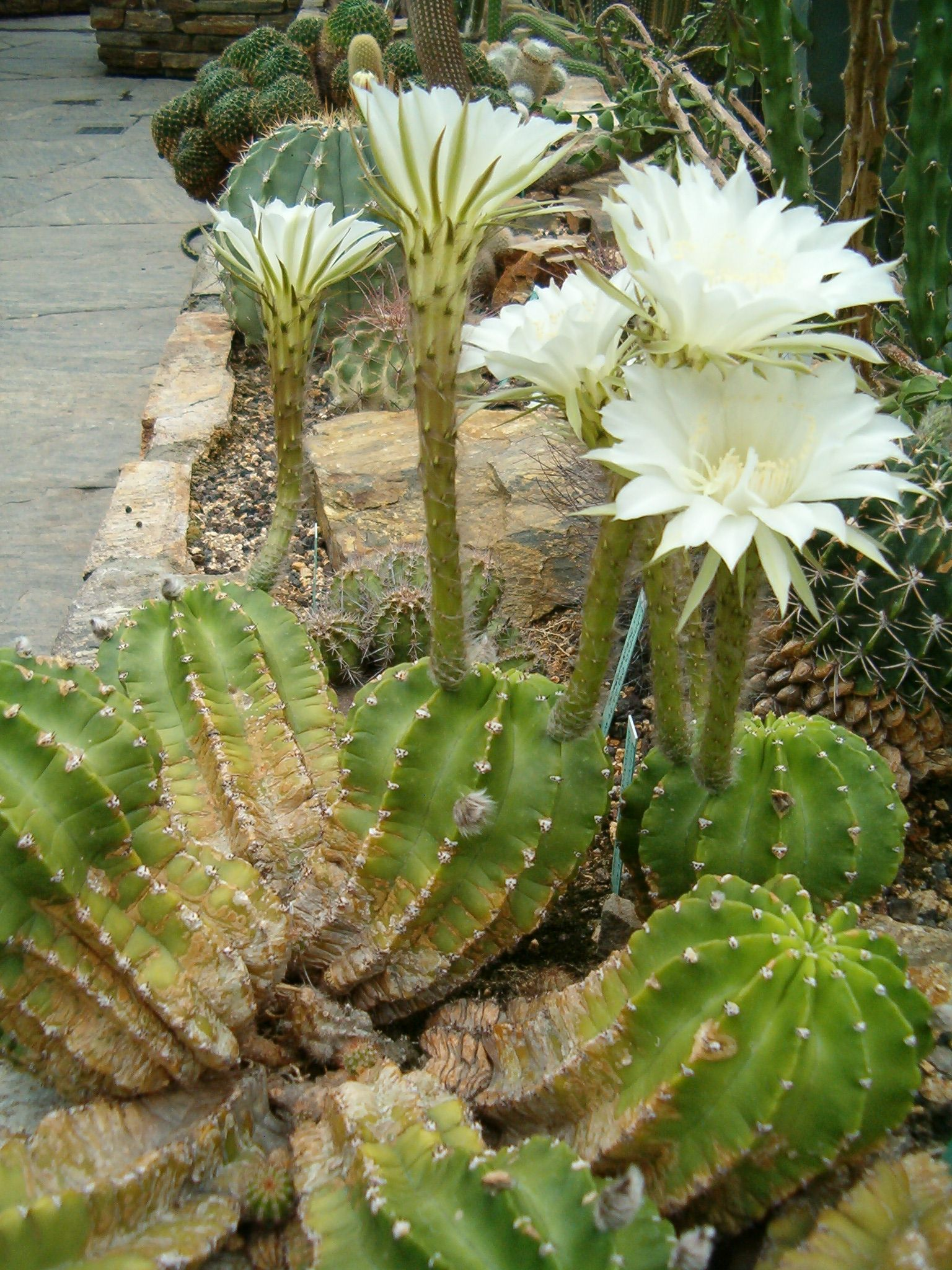
Detalle de la planta

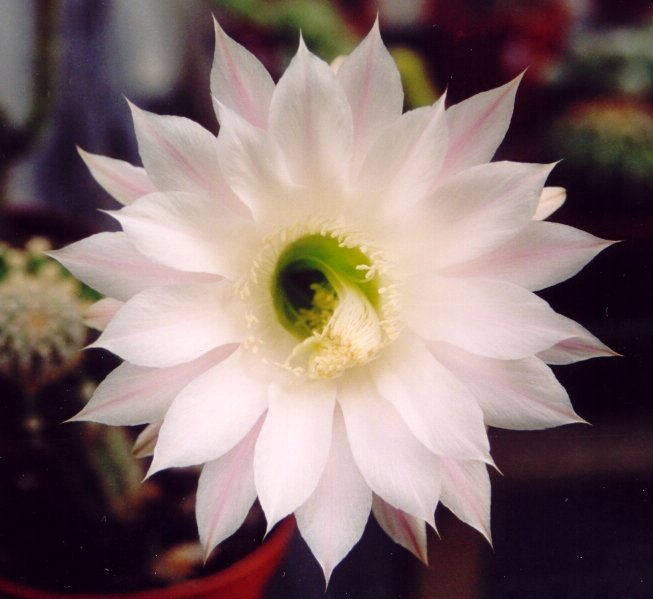
Detalle de la flor

## Descripción
Cactus de cuerpo esférico con el ápice algo deprimido, con un diámetro de 5 a 25 centímetros. Es de color verde medio con 8 a 14 costillas redondeadas. Las areolas, algo hundidas, son de color blanco, de ellas surgen las espinas ligeramente más oscuras en su extremo. Tiene cinco espinas centrales, gruesas, en forma de aguja de hasta 3 cm de largo que pueden ocasionalmente faltar, y de 3 a 15 radiales de hasta 2,5 centímetros de largo. Crece principalmente formando grupos.

El tubo floral mide hasta 22 cm de largo, la flor es muy fragante, tiene forma de embudo, de color blanco, rosa pálido a lavanda. La floración es nocturna y cada flor dura solamente una noche. Los frutos, de color verde, tienen hasta 4 cm de largo y un diámetro de hasta 2 centímetros.

## Taxonomía
Echinopsis oxygona fue descrita por (Link) Zucc. ex Pfeiff. & Otto y publicado en Repertorium Botanices Systematicae. 2: 324. 1843.
Etimología
Ver: Echinopsis
Sinonimia